# Euphrasia meiantha
Euphrasia meiantha là loài thực vật có hoa thuộc họ Cỏ chổi. Loài này được Clos mô tả khoa học đầu tiên năm 1849.